# Austin Film Critics Association Awards 2007
3. ročník předávání cen asociace Austin Film Critics Association se konal v roce 20. prosince 2007.

## Nejlepších deset filmů

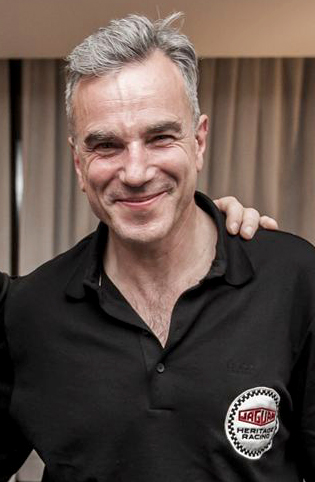
Daniel Day-Lewis, vítěz v kategorii nejlepší mužský herecký výkon v hlavní roli

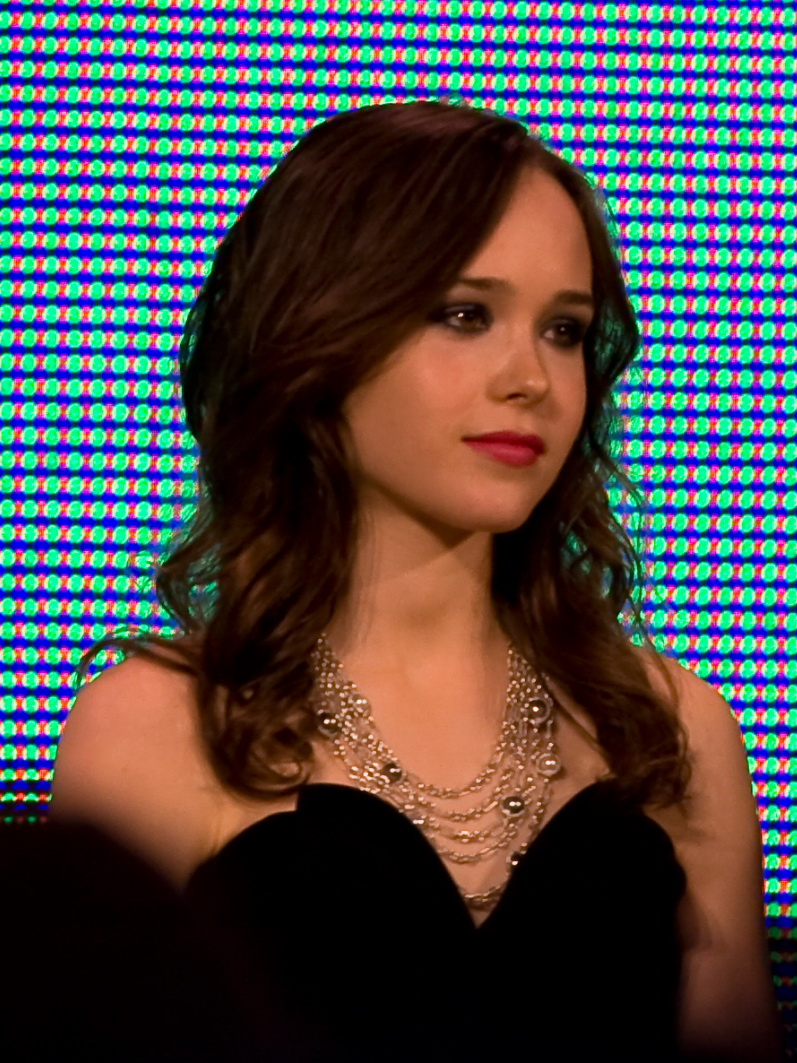
Ellen Page, vítězka v kategorii nejlepší ženský herecký výkon v hlavní roli

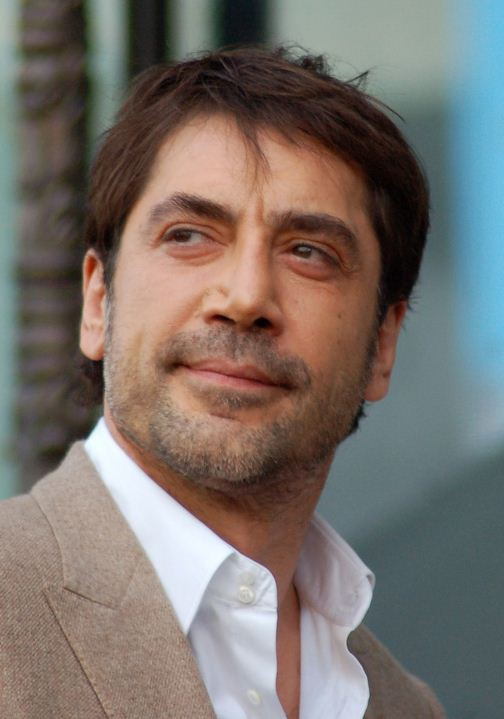
Javier Bardem, vítěz v kategorii nejlepší mužský herecký výkon ve vedlejší roli

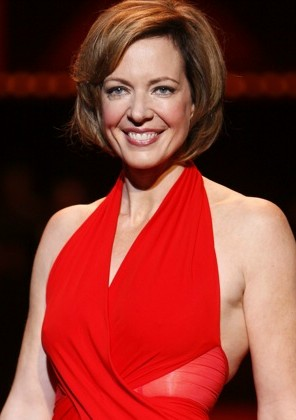
Allison Janney, vítězka v kategorii nejlepší ženský herecký výkon ve vedlejší roli

1. Až na krev
2. Tahle země není pro starý
3. Juno
4. Útěk do divočiny
5. 3:10 Vlak do Yumy
6. Zbouchnutá
7. Než ďábel zjistí, že seš mrtvej
8. Pokání
9. Americký gangster
10. Východní přísliby

## Vítězové
- Nejlepší režisér: Paul Thomas Anderson – Až na krev
- Nejlepší původní scénář: Diablo Cody – Juno
- Nejlepší adaptovaný scénář: Joel Coen a Ethan Coen – Tahle země není pro starý
- Nejlepší herec v hlavní roli: Daniel Day-Lewis – Až na krev
- Nejlepší herečka v hlavní roli: Ellen Page – Juno
- Nejlepší herec ve vedlejší roli: Javier Bardem – Tahle země není pro starý
- Nejlepší herečka ve vedlejší roli: Allison Janney – Juno
- Nejlepší animovaný film: Ratatouille
- Nejlepší cizojazyčný film: Černá kniha (Nizozemsko)
- Nejlepší dokument: The King of Kong
- Nejlepší kamera: Robert Elswit – Až na krev
- Nejlepší původní zvuk: Jonny Greenwood – Až na krev
- Nejlepší první film: Ben Affleck – Gone, Baby, Gone
- Objev roku: Michael Cera – Juno a Superbad
- Austin Film Award: Robert Rodriguez a Quentin Tarantino – Auto zabiják